# Diplomová práce
Diplomová práce (hovorově též diplomka, angl. diploma thesis, magisterská práce, angl. master's thesis) je typ školní práce, kterou obhajují studenti na vysokých školách. Jde o obsáhlejší práci (tzv. závěrečnou, nebo kvalifikační), která by měla být na odpovídající úrovni, a jejíž úspěšná obhajoba je pro studenta zpravidla jednou z podmínek pro řádné ukončení studia v (navazujícím) magisterském studijním programu (např. ve stomatologii nikoli).
Obhajoba diplomové práce je součástí státní závěrečné zkoušky (státnice, SZZ). Jako diplomová práce se někdy též označuje i bakalářská práce.
Tvorbu diplomové práce zpravidla vede a dozoruje její vedoucí, rovněž bývá takováto práce spjata s oponenturou.
Například ve Švédsku se různé školní práce včetně diplomových běžně píší i ve dvojicích či v trojicích.

## Historie
Jako „diplomová práce“ je v Česku historicky nazývána magisterská (diplomová) práce. V (navazujících) magisterských studijních programech, které jsou zakončeny inženýrským titulem, se lze někdy též setkat s označením inženýrská (diplomová) práce. Nicméně lze se setkat s tímto označením i pro bakalářskou (diplomovou) práci (i ta je „diplomová,“ i tato studentská práce, či přesněji bakalářský program, je spjat s udělováním diplomu). Pojem „diplomová práce“ je však zpravidla, rovněž dle aktuálního českého vysokoškolského zákona, chápán ve smyslu magisterské práce.
V současnosti je obhajoba diplomové práce jednou ze součástí státnic, zpravidla se jedná o jednu z podmínek pro zakončení studia v (navazujícím) magisterském studijním programu (např. v zubním lékařství nikoli; navazující/magisterské studium může být, na rozdíl od doktorského studia, zaměřeno nejen akademicky, ale také profesně).

## Náležitosti
Orientačně lze uvést, že diplomová práce je obecně rozsáhlejší než bakalářská práce. Nejedná se o práci, která musí jako podmínku ze zákona, přinášet původní výsledky (blíže: disertační práce) či nové vědecké poznatky (blíže: habilitační práce). Účelem diplomové práce je prokázat, že student je schopen samostatně tvůrčím způsobem zpracovat odborné téma. Obvykle je vypracována písemně, ale na některých typech škol (např. uměleckých) může mít i jinou formu; konkrétní podoba práce tak může mít různý charakter (socha, konstrukce, softwarové dílo, inženýrský model, film, kompozice…). Orientačně lze uvést, že je požadován rozsah nejméně 81 000 znaků (45 normostran) až 140 000 znaků (asi 77 normostran). Orientačně lze též zmínit, že standardní rozsah diplomové práce je uváděn minimálně jako 45 normostran (bez příloh) – což může být příkladem pro některé inženýrské obory. V jiném případě je požadován jako minimální rozsah pro diplomovou práci alespoň 65 stran, což je např. uváděno z oblasti společenských věd. Další pramen (filozofická fakulta) uvádí k optimálnímu rozsahu následující: „Doporučená kvantita je pro bakalářskou diplomovou práci 70 000 znaků (asi 38 normostran), magisterskou diplomovou práci 140 000 znaků (asi 77 normostran) a pro disertační práci 180 000 znaků (100 normostran).“ Konkrétní podmínky vypracování diplomové práce si každá vysoká škola stanoví sama, a to vzhledem k příslušné oblasti; minimální a maximální rozsah a další náležitosti práce jsou zpravidla upraveny příslušným vnitřním předpisem (např. pokynem děkana).
Student v tomto programu či student, který pracuje na své diplomové (bakalářské) práci, se někdy nazývá diplomant (resp. bakalant). Studenti někdy opisují, tzv. plagiátorství, přitom použití části, případně i celého cizího díla možné je, základem bývá uvést zdroj a je třeba dodržovat určitá pravidla včetně bibliografických citací. Někdy si též nechávají zhotovovat části, nebo i celou práci, od někoho jiného, takže dojde ke zneužití principů ghostwritingu, a to zpravidla za úplatu, např. od kamaráda, firmy, nebo i rodiny, či jiné osoby, která si takto přivydělává atp., takovéto zhotovování práce pak postrádá onen původně zamýšlený studijní či vzdělávací smysl.

## Záměr
Student ve spolupráci s vedoucím práce většinou formulují nejprve záměr diplomové práce a následně postupují dle jednotlivých kroků ke splnění stanovených cílů.
Záměr diplomové práce je dokument, který je na některých vysokých školách (např. PEF, Mendelova univerzita) vyžadován k oficiálnímu zadání diplomové práce. Student v něm ve spolupráci s vedoucím práce formuluje základní představy o obsahu práce. Také v něm jsou obvykle formulovány zejména cíle, hypotézy, metodika a předpokládané výstupy. Někteří vedoucí mohou vyžadovat zpracování záměru i tehdy, kdy není vyžadován předpisy školy.

## Vedoucí a oponent
Vedoucí diplomové práce dohlíží na to, aby práce splňovala veškeré formální i obsahové požadavky. Je to zpravidla vysokoškolský učitel, který studenta při práci vede, zpravidla jde o akademického pracovníka působícího na dané vysoké škole, který vypisuje témata prací, ke kterým se mohou studenti přihlašovat. Někdy to bývá též doktorand (student doktorského studijního programu). V průběhu zpracování konzultuje se studenty postupy, výsledky atp. Po odevzdání práce zpravidla zpracovává posudek vedoucího práce.
Oponentem může být například jiný akademický pracovník, resp. doktorand; rovněž většinou zpracovává posudek.

## Obhajoba
Obhajoba je součástí státnic. Členové státnicové komise většinou dostávají možnost se předem seznámit s prací samotnou i s uvedenými posudky. V posudcích bývá též zahrnuto hodnocení zpracování, resp. práce samotné (známkou, kupř. A-F, blíže: Kredit (školství)#Klasifikace). Komise pak během obhajoby hodnotí práci na základě posudků. Rozhodující je vždy obhajoba. I kvalitně zpracovaná práce samotná (známky z posudků: A, A) nemusí být nakonec před komisí obhájena a naopak i nevyhovující práce jako taková (F, F) může před komisí skončit úspěšnou obhajobou. Komise se po skončení obhajoby samotné o konečném hodnocení většinou tajně radí a usnáší, přičemž rozhodujícím je pak její konečné stanovisko.
Průběh obhajoby bývá různý, zpravidla záleží na zvyklostech a předpisech dané instituce. Někde se detailně jednotliví členové státnicové komise zabývají výsledky, které má práce přinášet, zda byly naplněny cíle práce, použitými metodami, co práce přináší nového atp. Jinde bývají u obhajoby přítomni autoři uváděných posudků, přičemž komise zohledňuje též rozpravu, kvalitu argumentace a vypořádávání připomínek. V jiných případech může obhajoba začínat např. 20minutovou úvodní prezentací od studenta, kdy následuje přečtení posudků předsedou komise a pokládání doplňujících dotazů z posudků předsedou komise, přičemž členové komise hodnotí jejich vypořádání. Následuje většinou zevrubnější rozprava studenta s jednotlivými členy komise. Obhajoba může orientačně trvat kupříkladu od 30 do 60 minut, nicméně uvedené bývá vždy velmi individuální.